# Kościół Chrystusowy w Rybniku
Kościół Chrystusowy w Rybniku – zbór Kościoła Chrystusowego w RP działający w Rybniku.
Pastorem zboru jest Gustaw Martynek. Nabożeństwa odbywają się przy ul. Piasta 25 w niedziele o godz. 10.00 oraz w środy o godz. 17.00.

## Historia
W 1968 na terenie Rybnika została otwarta placówka zboru Zjednoczonego Kościoła Ewangelicznego w Gliwicach, której kierownikiem został Stanisław Rudnicki. Zebrania wiernych odbywały się w prywatnych mieszkaniach. W 1972 nowym kierownikiem został Franciszek Rogut. Wspólnota przez krótki czas w 1972 prowadziła współpracę z Kościołem Chrześcijan Baptystów. Dnia 5 listopada 1978 dotychczasowa placówka stała się samodzielnym zborem w strukturach ZKE.
W październiku 1981 roku stanowisko pastora zboru objął Eugeniusz Gutkowski, pełniąc je do jesieni roku 1995.
Członkowie zboru prowadzili nabożeństwa w prywatnym mieszkaniu do roku 1984. Wtedy dokonano zakupu budynku położonego przy ul. Piasta 25, który został następnie przebudowany na dom modlitwy. Do czasu ukończenia prac nabożeństwa odbywały się w kaplicy udostępnionej przez rybnicki zbór Kościoła Wolnych Chrześcijan. Do oficjalnego otwarcia domu modlitwy doszło 25 czerwca 1989 roku. W uroczystości udział wzięli m.in. członkowie Naczelnej Rady Kościoła Zborów Chrystusowych (Henryk Sacewicz, Henryk Tomaszewski, Paweł Wróbel), przedstawiciel misji Kościołów Chrystusowych ze Stanów Zjednoczonych (Paweł Bajko) oraz przełożony zaprzyjaźnionego zboru Wolnych Chrześcijan.
Według stanu na 1991 zbór liczył około 50 wiernych, pod jego egidą działały również instytucja charytatywna oraz księgarnia chrześcijańska „Kompas”. W 1995 nowym pastorem przełożonym został Gustaw Martynek, dotychczas pełniący funkcję pastora pomocniczego.